# Kobylany (województwo podkarpackie)
Kobylany – wieś w Polsce położona w województwie podkarpackim, w powiecie krośnieńskim, w gminie Chorkówka.
W latach 1954–1972 wieś należała i była siedzibą władz gromady Kobylany. W latach 1975–1998 miejscowość administracyjnie należała do województwa krośnieńskiego.

## Geografia
Wieś położona jest nad potokiem Łąka, który wpada do Iwli. Ma położenie górzyste – 356 m n.p.m. i geograficznie położona jest na Pogórzu Jasielskim, które jest częścią Pogórza Środkowobeskidzkiego. Miejscowość znajduje się przy drodze wiodącej z Wietrzna do Toków. Jest to dawny podkarpacki trakt handlowy, który w 1343 roku Kazimierz Wielki wyznaczył kupcom jako drogę z Biecza przez Żmigród, Sanok na Ruś Czerwoną. Od tej drogi rozchodzą się dwa ramiona: południowe prowadzi do Nowego Żmigrodu, a północne do Dębowca.
Kobylany graniczą od wschodu z Łękami i Bóbrką, od zachodu z Nienaszowem, Sośninami i Sulistrową, natomiast od południa z Draganową i Głojscami, zaś od północy z Chorkówką, Leśniówką i Faliszówką.
W 1898 roku wieś obejmowała wólki: Myszkowską, Pałacówkę i Wolicę. W tym czasie Kobylany należały do okręgu sądowego w Dukli.

## Integralne części wsi
| SIMC    | Nazwa       | Rodzaj    |
| ------- | ----------- | --------- |
| 0347086 | Dół         | część wsi |
| 0347092 | Głowowa     | część wsi |
| 0347100 | Góra        | część wsi |
| 0347117 | Koło Sarnów | część wsi |
| 0347123 | Makosiowa   | część wsi |
| 0347130 | Młynek      | część wsi |
| 0347146 | Myszkowskie | część wsi |
| 0347152 | Pałacówka   | część wsi |
| 0347169 | Rogalowa    | część wsi |
| 0347175 | Wierdakowa  | część wsi |
| 0347181 | Więckowa    | część wsi |
| 0347198 | Wolica      | część wsi |
| 0347206 | Wójcikowa   | część wsi |
| 0347212 | Wygony      | część wsi |
| 0347229 | Zagrody     | część wsi |

## Historia
Początki wsi sięgają XIV wieku. W 1366 roku miejscowość, zwana wówczas Kobyle, należała do abp. Janusza Suchywilka (Suchego Wilka), kanclerza Kazimierza Wielkiego, ponieważ otrzymał ją od swoich rodziców. W dokumencie wydanym w dniu 17 sierpnia 1366 roku przez Kazimierza Wielkiego, wystawionym we Włodzimierzu, zatwierdzony został podział majątku kanclerza Janusza (Suchywilka) i darowanie części majątku bratankom. Dobrami Kanclerza podzielili się Janusz, Piotr i Mikołaj – synowie Jakuba Cztana z Kobylan lub ze Strzelc. Zmiana posiadacza nastąpiła 17 października 1377 roku. Wówczas to bowiem Mikołaj i Piotr, synowie Jakusza Cztana, przekazali Kobylany swemu bratu – Jakuszowi. Wśród licznych przedstawicieli tego rodu zasłynął Domarat z Kobylan – syn kasztelana, kasztelan biecki, za Kazimierza Wielkiego, marszałek królestwa polskiego, który pod dowództwem Zyndrama z Maszkowic uczestniczył wraz z mieszkańcami Kobylan w bitwie pod Grunwaldem, pod Koronowem i Tannenbergiem, zaś w 1422 roku podpisał przymierze między królem Władysławem Jagiełłą, a Krzyżakami. Brat Domarata, Janusz z Kobylan, był natomiast łowczym i podstolim krakowskim oraz starostą sanockim. Został niewinnie oskarżony przed królem Jagiełłą o utrzymywanie nieprzyzwoitych kontaktów z żoną Domarata – Anną. Król posłał go z jazdą ruską na pomoc cesarzowi Zygmuntowi Luksemburczykowi przeciwko Turkom. Marcin z Kobylan – syn Domarata i Anny z Kobylan, w połowie XV wieku studiował na Akademii Krakowskiej. Po kilku zmianach właścicieli i wygaśnięciu rodu Kobyleńskich w 1581 roku, wieś przeszła w ręce Stanisława Bolikowskiego, który oddał ją w dzierżawę Jakubowi Warszyckiemu tak jak i Łęki, Głojsce, Mszanę.
Elżbieta Latalska, żona Macieja Bala z Hoczwi, córka Jerzego Latajskiego – wojewodzica poznańskiego i Doroty z Kobylan, w 1589 r. zrezygnowała na rzecz ojca z części dóbr po matce we wsiach; Przymiechy i Jaworzyno w z. Wieluń, w dobrach Bełżec w wojew. lubelskim i w dobrach Kobylany w p. bieckim.
Mikołaj Latajski (syn Jerzego Latajskiego, wojewodzica poznańskiego, i Kobyłańskiej), kasztelan nakielski 1632 r., mąż Katarzyny z Więcborka Zebrzydowskiej (córki Wojciecha, wdowy po Gabrielu Rydzyńskim), z którą spisywał dożywocie w 1596 r. i wedle zobowiązania danego przez ojca, dokonał na rzecz Andrzeja Męcińskiego z Kurozwęk – kasztelana wieluńskiego, donacji swej części we wsiach: Kobylany, Łęki, Makowiska, Sulistrowa, Głojsce, Dragonowa, Dukielskie Przedmieście, Iwla, Cherowa, Mszana, Smerczyna w p. bieckim oraz domu w Krakowie przy ulicy Grodzkiej. Tak Kobylany stały się własnością Andrzeja Męcińskiego z Kurozwięk – kasztelana wieluńskiego i starosty brzeźnickiego oraz jego syna Jana i Wojciecha Męcińskiego (po jego ślubie z Barbarą za Kobylan Kobyleńską), a także Peszuńskich i spokrewnionych z nimi Sulimirskich.
W XVI w. za sprawą Męcińskich, którzy przeszli na kalwinizm, Kobylany stały się ośrodkiem reformacji na Podkarpaciu. Na zbór zamieniono miejscowy kościół, co ułatwił fakt przejścia na kalwinizm plabana Jakuba. On, a wcześniej Jakub Bzicki, uczestniczyli w synodach kalwińskich w Pińczowie i Włodzisławiu. Trwały jednak spory między plebanami. Po zbezczeszczeniu kościoła ok. 1620 roku, zbór przeniesiono do dworu, a następnie wzniesiono kamienny zbór, tzw. murowaniec. W 1658 roku na Kobylany najechał Pieniążek, dokonując dewastacji w kościele. W Kobylanach działali kaznodzieje i pasterze kalwińscy, m.in. Paweł Ryzer i Paweł Petroselin. Blisko 160 lat trwał spór między dworem a plebanami. Kalwinizm upadł dopiero po 1720 roku.
Po upadku Konfederacji Barskiej jej regimentarz generalny Adam Mrozowicki, starosta stęgwilski, powróciwszy z Turcji, znalazł schronienie we dworze w Kobylanach, które należały do Marianny z Kalinowskich Ponińskiej, wojewodzicówny poznańskiej, siostry przyrodniej jego żony Ewy Puzynianki. Mrozowicki przebywał w Kobylanach co najmniej do sierpnia 1772 r.

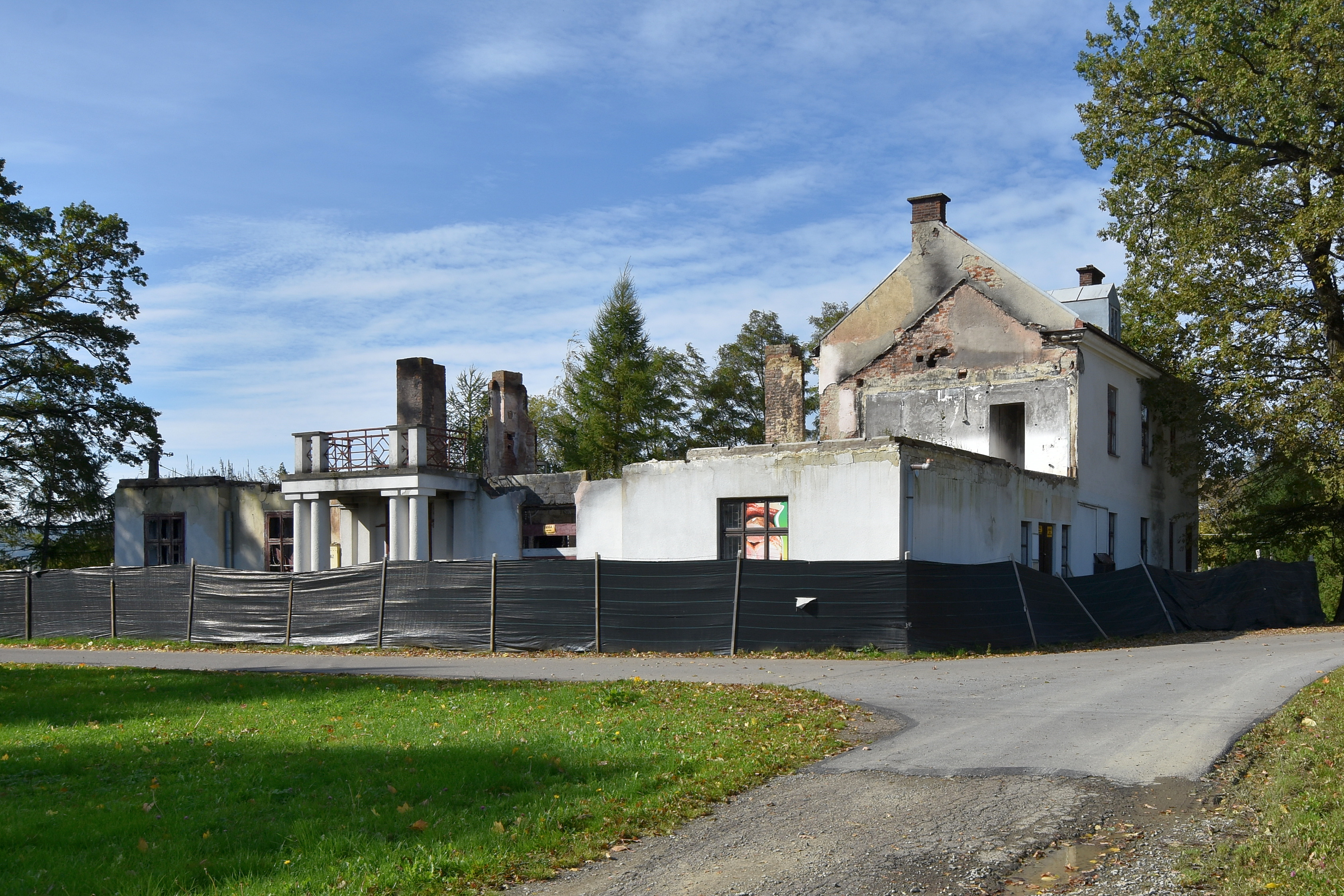
Dwór po pożarze
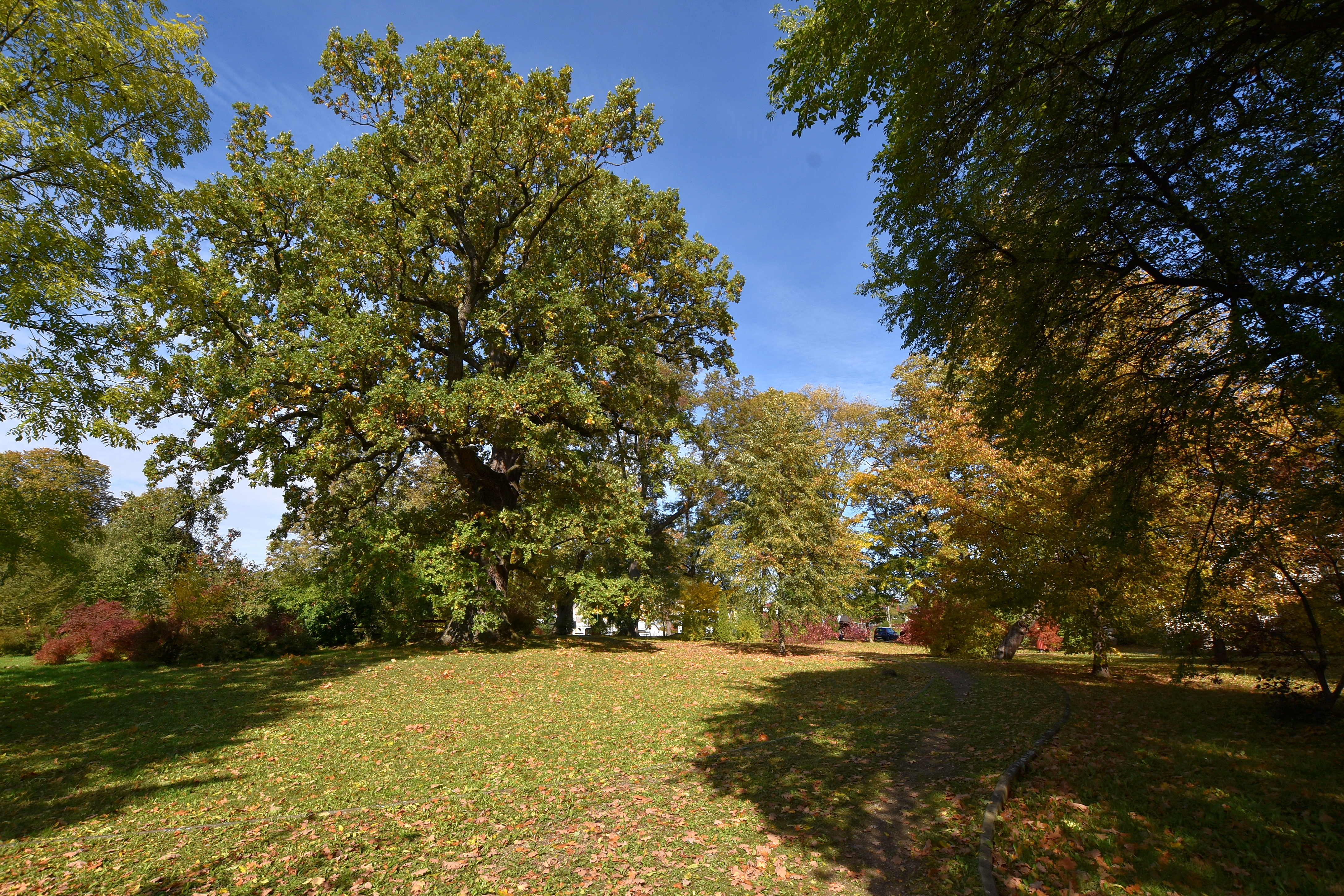
Park
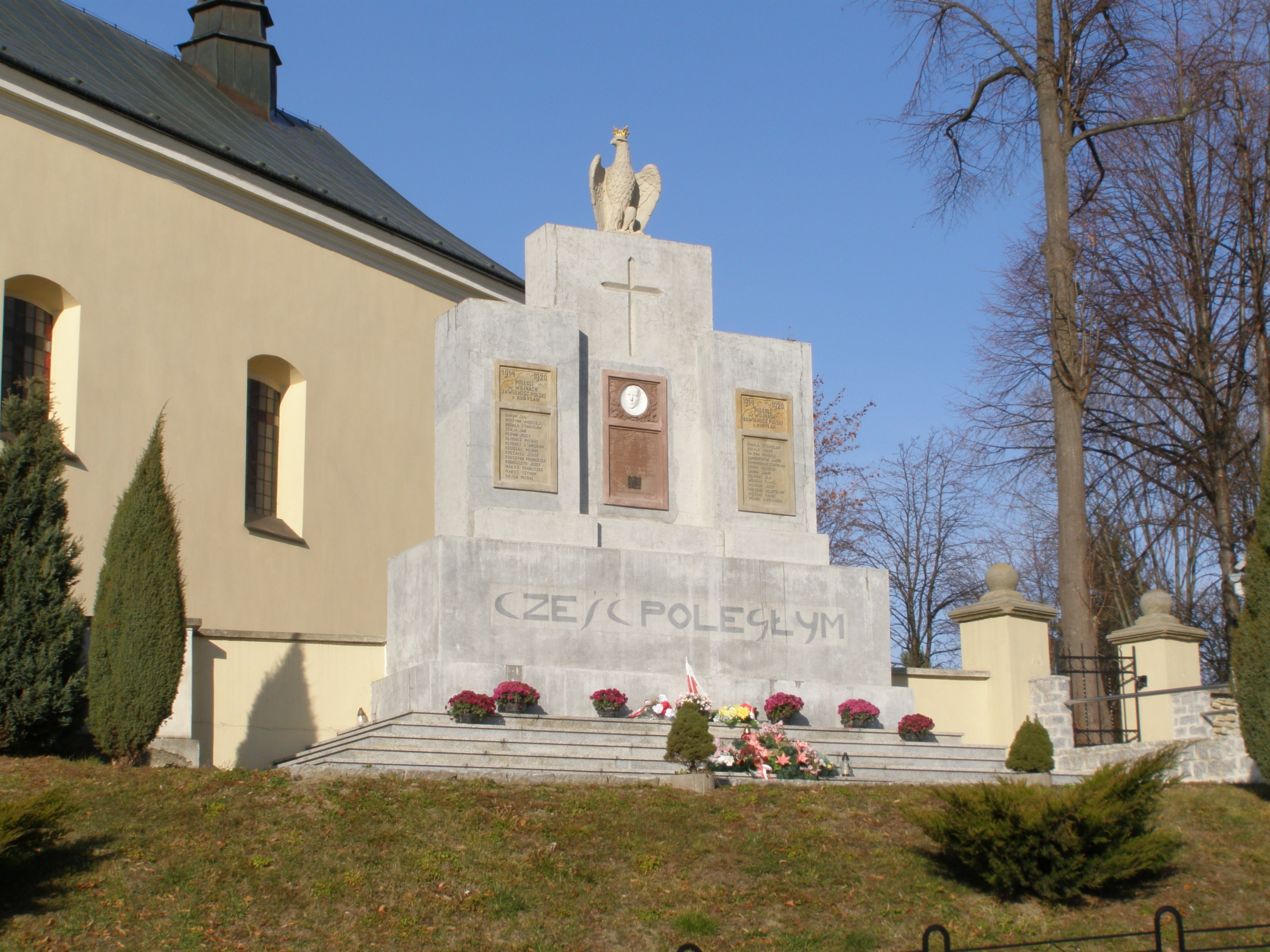
Pomnik ku czci poległych w walkach z bolszewikami w 1920

W okresie I wojny światowej wiele szkód wyrządziły stacjonujące tu wojska rosyjskie. W wojnie tej poległo wielu mieszkańców wsi. Dla upamiętnienia tych wydarzeń w latach międzywojennych wybudowano z inicjatywy Sulimirskich pomnik na skarpie koło kościoła. W tym czasie Kobylany znane też były z działalności ludowej i udziału miejscowych gospodarzy w strajku chłopskim.
Podczas II wojny światowej na terenie Kobylan toczone były walki z okupantem niemieckim. Walczyły z nim oddziały AK Placówki OP-15 „Centuria”, „Hortensja” z Chorkówki. We dworze znajdowała się kryjówka partyzancka i punkt opatrunkowy.
Na plebanii i w kościele ks. Stanisław Kołodziej dawał schronienie partyzantom, przechowywał i przemycał polskich oficerów przez potajemne górskie przejścia do Austrii i Czech, prowadził także Radio Podziemne i Koło Ministrantów, z którymi rozmawiał za różne tematy i którym pomagał. 13 lutego 1941 ks. Kołodziej wracający pieszo z Krosna, mimo ostrzeżenia wrócił na plebanię. Rankiem 14 lutego 1941 został aresztowany i wywieziony z plebanii do więzienia w Jaśle, gdzie przebywał sześć tygodni, był przesłuchiwany i katowany. Następnie został przewieziony transportem z Krakowa 5 kwietnia 1941 do obozu Auschwitz-Birkenau w Oświęcimiu, gdzie otrzymał numer 11397. Tam więziono go kolejne 6 tygodni. Rodzina księdza oraz jego przyjaciele i wierni z Kobylan podejmowali próby ratowania kapłana, ale zamiary te nie powiodły się i został zamordowany w Dachau.
We wrześniu 1944 roku Kobylany znalazły się na linii krwawych walk. Spłonęło wtedy wiele domów i szkoła. Zniszczonych zostało kilka czołgów i dział, których wraki zalegały długi czas na miejscu. W walce poniosło śmierć wielu żołnierzy, głównie sowieckich.

## Ludzie związani z Kobylanami
- prof. Szymon Wierdak (26 października 1883, 18 września 1949), ur. w Kobylanach, zm. w Krakowie – botanik, dendrolog, redaktor Rocznika Dendrologicznego, działacz ochrony przyrody, wykładowca Politechniki Lwowskiej i botaniki leśnej na UJ; prace z dziedziny florystyki i botaniki, specjalista w dziedzinie ochrony przyrody.
- Ks. Marcin Tomaka (1884-1942) – polski kapłan katolicki, męczennik obozów koncentracyjnych, Sługa Boży, pracował w Parafii w Kobylanach.
- Janusz z Kobylan w l. (1420-1430) – starosta sanocki, łowczy krakowski.
- Domarat Kobylański (ur. 1380, zm. 1440) – marszałek nadworny koronny, właściciel Kobylan
- Krzysztof Kobylański h. Grzymała (ok. 1520-1565) – poeta renesansowy, właściciel dóbr na dukielszczyźnie
- Stanisław Kołodziej (ur. 1 lutego 1907 w Bączalu Górnym, zm. 17 grudnia 1942 w obozie KL Dachau) – Sługa Boży Kościoła katolickiego, ksiądz, męczennik obozu w Oświęcimiu i w Dachau, proboszcz parafii w Kobylanach, od 31.08.39 do 14.02.1941.
- Tytus Peszyński (zm. 1881) – powstaniec listopadowy, oficer, ziemianin
- Tytus Peszyński (zm. 1863) – powstaniec styczniowy
- Wit Sulimirski (ur. 10 października 1874 w Słotwinie, zm. 11 kwietnia 1943 w Kobylanach) – inżynier chemik, działacz społeczny i gospodarczy, organizator i dowódca Małopolskiej Straży Obywatelskiej i Ochotniczej Legii Kobiet, honorowy konsul Łotwy, właściciel kopalni nafty „Kobylany”.
- Władysław Głowa (ur. 1940) – duchowny katolicki, prof. dr. hab., wykładowca na KUL.
- Roman Kołacz (ur. 1947 w Kobylanach) – polski lekarz weterynarii, zootechnik, prof. nauk rolniczych, rektor Uniwersytetu Przyrodniczego we Wrocławiu.

## Zabytki

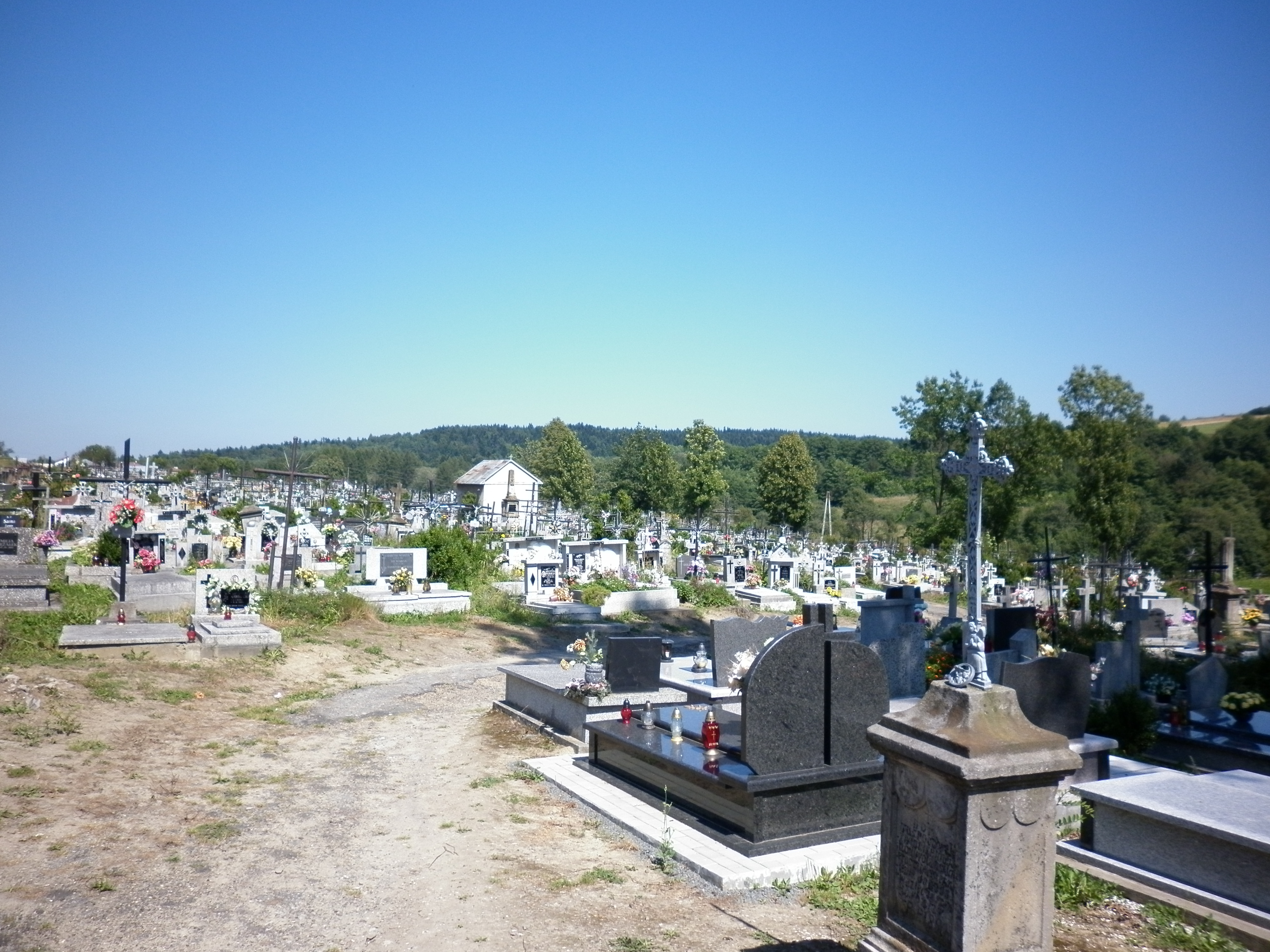
Cmentarz w Kobylanach

- Kościół pw. Narodzenia Najświętszej Panny Marii – wybudowany w 1775 roku w miejsce starego (dokumenty z 1466 roku wspominają o proboszczu Mikołaju, co oznacza, że w Kobylanach był już wtedy kościół).
- Dwór Sulimirskich otoczony parkiem z 300-letnimi okazami dębów.
- Pomnik „Cześć Poległym” – ku czci poległych w wojnie polsko-ukraińskiej i w wojnie z bolszewicką Rosją, wzniesiony w 1932 roku z inicjatywy miejscowego oddziału Związku Strzeleckiego pod przewodnictwem Wita Sulimirskiego, wg projektu inż. Tadeusza Troczyńskiego ze Lwowa[7].

## Kościoły i związki wyznaniowe
- Wieś jest siedzibą rzymskokatolickiej parafii Narodzenia NMP należącej do dekanatu Dukla w archidiecezji przemyskiej;
- Świecki Ruch Misyjny „Epifania” – zbór w Kobylanach.